# アインシュタインの眼
『アインシュタインの眼』（ -め）は、2007年1月9日から2012年3月17日までBSプレミアム（2010年度までBShi）で放送された教養ドキュメンタリー番組である。

## 概要
スポーツ選手や職人などの肉眼では捉えられない高速の世界をハイスピードカメラなどを駆使して映像化する。
2008年度からはBS2でも『アインシュタインの眼セレクション』として放送されたほか、不定期に『アインシュタインの眼 特選ファイル』としてBS1や総合テレビでも放送されることがある。

## 司会

### 現在[いつ?]
メインキャスター
- 古田敦也

チームアインシュタイン
- 西島まどか
- 斉藤孝信

### 過去
2009年度まで
- 恵俊彰（ホンジャマカ）
- 塚原愛

2010年度まで
- 草野満代
- 三須亜希子

## 放送時間
表記時刻はすべて（JST）である。

### 初回放送
2007年度
- 毎週火曜 22:00 - 22:45

2008年度
- 毎週火曜 19:00 - 19:44

2009年度・2010年度
- 毎週日曜 18:45 - 19:29

2011年度
- 毎週土曜 18:00 - 18:44

### 再放送
2007年度
- 毎週水曜 9:00 - 9:45
- 毎週土曜 1:15 - 2:00（金曜深夜）

2008年度
- 毎週木曜 8:15 - 8:59
- 毎週土曜 12:00 - 12:44

2009年度
- 毎週月曜 11:00 - 11:44
- 毎週木曜 8:00 - 8:44（『街道てくてく旅』放送期間中は8:15 - 8:59）

2011年度
- 毎週火曜 12:00 - 12:44
- 毎週水曜 17:00 - 17:44

### アインシュタインの眼セレクション
2008年度
BS2：毎週金曜 20:10 - 20:54
2009年度
BS2：毎週金曜 9:00 - 9:44
※このほか、2009年2月からNHKワールドTVで字幕テロップがすべて英語表示、音声もすべて英語に吹き替え、再編集された「BEYOND THE NAKED EYE」という英語タイトルとして放送される。

## 派生番組
『刀一振りに奥義あり〜時代劇を支える殺陣師〜』
放送日時（総合テレビ）：2008年3月13日 20:00 - 20:43
以前この番組で放送された「殺陣師」の回を再構成した上で、新年度編成により木曜日から土曜日に移る時代劇の新シリーズ『オトコマエ!』の宣伝が加えられた。